# Sbikha (délégation)
Sbikha est une délégation tunisienne dépendant du gouvernorat de Kairouan.
En 2004, elle compte 67 315 habitants dont 33 506 hommes et 33 809 femmes répartis dans 12 533 ménages et 12 868 logements.